# Liste der Monuments historiques in Scrupt
Die Liste der Monuments historiques in Scrupt führt die Monuments historiques in der französischen Gemeinde Scrupt auf.

## Liste der Immobilien
| Bezeichnung    | Beschreibung            | Standort               | Kennzeichnung | Schutzstatus | Datum | Bild           |
| -------------- | ----------------------- | ---------------------- | ------------- | ------------ | ----- | -------------- |
| Kirche St-Remi | aus dem 16. Jahrhundert | Rue de l’Ormoie (Lage) | PA00078853    | Classé       | 1916  | weitere Bilder |

## Liste der Objekte
| Bezeichnung                  | Beschreibung                          | Standort                     | Kennzeichnung | Schutzstatus | Datum | Bild |
| ---------------------------- | ------------------------------------- | ---------------------------- | ------------- | ------------ | ----- | ---- |
| Skulptur Evangelist Lukas    | Holz, 17. Jahrhundert                 | in der Kirche St-Remi (Lage) | PM51002188    | Inscrit      | 1974  |      |
| Skulptur Johannes Evangelist | Holz, farbig gefasst, 16. Jahrhundert | in der Kirche St-Remi (Lage) | PM51001023    | Classé       | 1975  |      |
| Skulptur Heiliger Remigius   | Holz, 17. Jahrhundert                 | in der Kirche St-Remi (Lage) | PM51002189    | Inscrit      | 1974  |      |
| Skulptur Mater dolorosa      | Stein, 16. Jahrhundert                | in der Kirche St-Remi (Lage) | PM51002190    | Inscrit      | 1974  |      |